# Dichopsammia granulosa
Dichopsammia granulosa är en korallart som beskrevs av Song 1994. Dichopsammia granulosa ingår i släktet Dichopsammia och familjen Dendrophylliidae. Inga underarter finns listade i Catalogue of Life.